# Josia oribia
Josia oribia là một loài bướm đêm thuộc họ Notodontidae. Nó được tìm thấy ở miền đông Andean foothills của Peru và Bolivia.
Nó bắt chước Erbessa mimica theo kiểu Müller